# Hrvatska na ZOI 2002.
Hrvatska je na Zimskim olimpijskim igrama 2002. ostvarila svoj najuspješniji nastup u povijesti na ZOI, jer su osvojene čak tri zlatne i jedna srebrna medalja.  Hrvatska je s tim rezultatom postigla 12. mjesto na tablici osvajača medalja na ZOI 2002. što je drugi najuspješniji nastup samostalne Hrvatske na OI nadmašen tek u Riju 2016. godine.

## Predstavnici
Hrvatsku olimpijsku delegaciju predstavljalo je 14 natjecatelja u 5 sportova: bob, biatlon, alpsko skijanje, nordijsko skijanje i umjetničko klizanje. Na svečanom otvaranju hrvatsku zastavu je nosila je skijašica Janica Kostelić.

## Osvojena odličja
| ZOI Salt Lake City 2002. | Zlato | Srebro | Bronca | Ukupno |
| Hrvatska (CRO)           | 3     | 1      | 0      | 4      |

### Zlatna medalja - 1. mjesto
- Alpsko skijanje
  - kombinacija - Janica Kostelić
  - slalom - Janica Kostelić
  - veleslalom - Janica Kostelić

### Srebrna medalja - 2. mjesto
- Alpsko skijanje
  - superveleslalom - Janica Kostelić

## Svi rezultati hrvatskih olimpijaca

### Alpsko skijanje
- Janica Kostelić
  - kombinacija: 1. mjesto (zlatna medalja)
  - slalom: 1. mjesto (zlatna medalja)
  - veleslalom: 1. mjesto (zlatna medalja)
  - superveleslalom: 2. mjesto (srebrna medalja)
- Nika Fleiss
  - slalom:12. mjesto
  - veleslalom: 36. mjesto
- Ana Jelušić
  - slalom: 23. mjesto
  - veleslalom: 37. mjesto
- Ivica Kostelić
  - veleslalom: 9. mjesto
  - slalom: odustajanje

### Biatlon
- Žarko Galjanić
  - pojedinačno 20 km: 83. mjesto
  - sprint 10 km: 84. mjesto

### Bob
- Ivan Šola, Boris Lovrić, Đulijano Koludra, Igor Boraska, Niki Drpić
  - četverosjed: 26. mjesto

### Nordijsko skijanje
- Maja Kezele
  - slobodno, 15 km: 55. mjesto
  - klasično, 10 km: 57. mjesto
  - klasično 5 km + slobodno 5 km: 66. mjesto
- Damir Jurčević
  - slobodno, 30 km: 63. mjesto
  - klasično, 15 km: 61. mjesto
  - klasično 10 km + slobodno 10 km: 72. mjesto
  - sprint slobodno, 1,5 km: 48. mjesto
  - klasično 50 km: 53. mjesto
- Denis Klobučar
  - slobodno, 30 km: 66. mjesto
  - klasično, 15 km: 58. mjesto
  - klasično 10 km + slobodno 10 km: 67. mjesto
  - klasično 50 km: 54. mjesto

### Umjetničko klizanje
- Idora Hegel
  - pojedinačno: 19. mjesto